# 北愛爾蘭旗幟
自1972年原北爱尔兰议会被取消後，北愛爾蘭便沒有代表自己的政府旗幟。自1973年後，北愛爾蘭在官方活動都是使用英國國旗。但紅手旗仍在一些體育組織等場合使用。而在1953到1972年期間，北愛爾蘭的官方旗幟是紅手旗。

## 歷史
1972年原北爱尔兰议会被取消后北爱尔兰没有正式的官方旗帜。联合派人士一般使用英国国旗或北爱尔兰过去的“红手旗”，民族派人士一般使用爱尔兰共和國国旗。两派人士有时也使用他们归属的党派或宗教的旗帜。一些中立组织使用圣帕特里克旗作为他们的旗帜（呈白底、紅色X十字形狀），但一些极端的民族主义者认为这也是一面保皇派的旗帜，因此至今为止没有公认的北爱尔兰的旗帜。